# Lage Zwaluwe

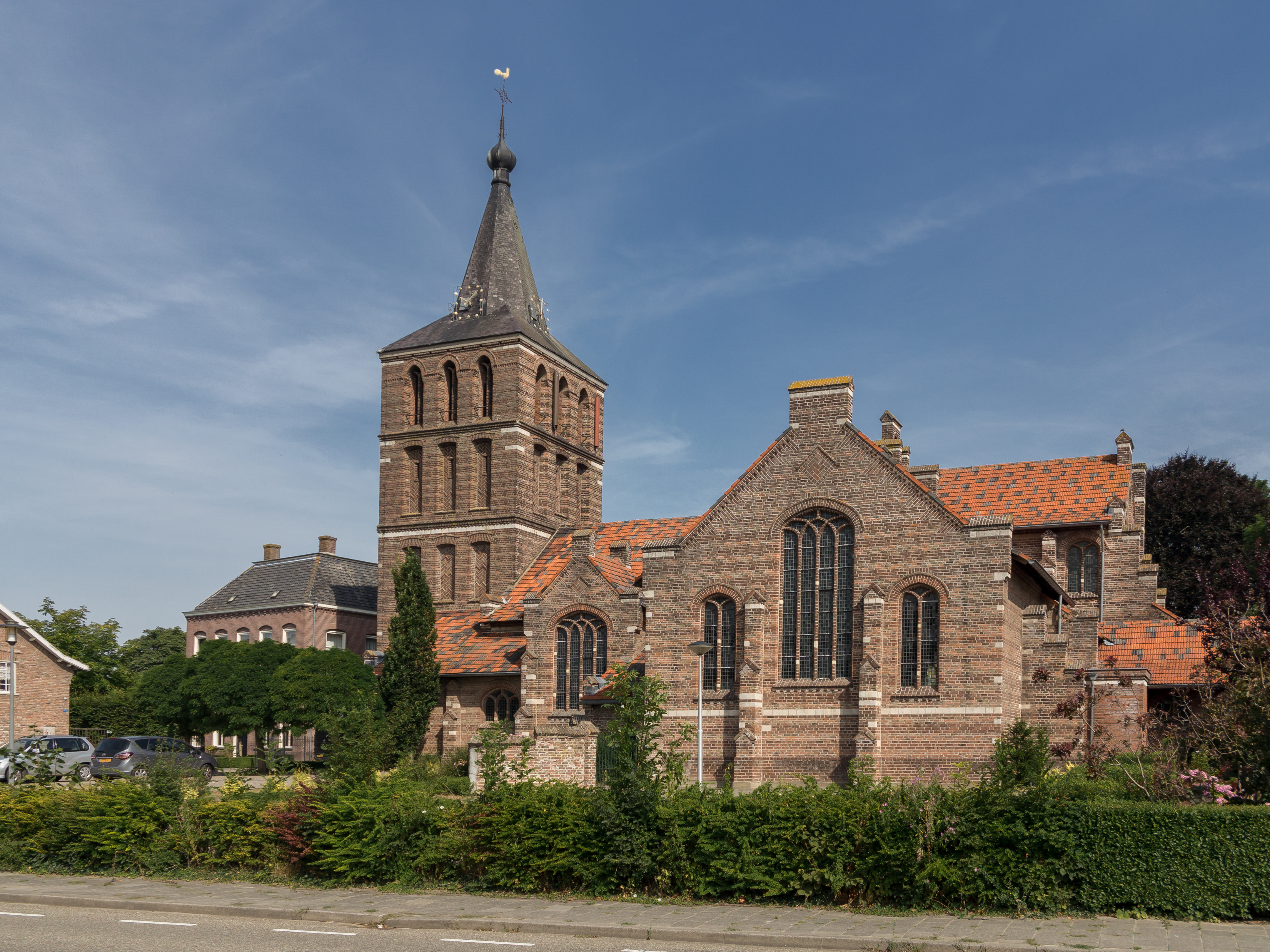
Église : de Sint Johannes de Doperkerk

Lage Zwaluwe est un village situé dans la commune néerlandaise de Drimmelen, dans la province du Brabant-Septentrional. Le 1er janvier 2006, le village comptait 4 193 habitants.
Jusqu'en 1997, Lage Zwaluwe formait avec Hooge Zwaluwe la commune de Hooge en Lage Zwaluwe.

## Toponymie
L'origine du nom Zwaluwe est inconnue. Il pourrait s'agir du nom d'un ruisseau disparu lors du raz-de-marée de la Sainte-Élisabeth en 1421. Les armes parlantes du village, qui sont aussi celles de Hooge Zwaluwe et de l'ancienne commune de Hooge en Lage Zwaluwe (où Hoog=haut, Laag=bas) font allusion au fait que le nom néerlandais de l'hirondelle est zwaluw.